# George Newnes
Pour les articles homonymes, voir Newnes.
George Newnes, né le 13 mars 1851 à Matlock et mort le 9 juin 1910 à Lynton, 1er baronnet du nom, est un éditeur britannique. 
Il est notamment connu pour avoir publié le Strand Magazine à partir de 1891, dans lequel Arthur Conan Doyle a publié la série des Sherlock Holmes.

## Biographie
Il a également fondé d'autres titres comme The Westminster Gazette (1873), Tit-Bits (1881), The Wide World Magazine (1888) et Country Life (1897). L'entreprise qu'il créa, George Newnes, Ltd., a continué de publier longtemps après sa mort, avec des magazines tels que Practical Mechanics. En 1963, la société a été rachetée par IPC Media, une filiale de Time Warner. Elsevier continue l'édition des livres.
En plus de ses activités d'édition, Newnes a joué un rôle clé dans le développement des villes de Lynton et Lynmouth, notamment par la construction d'un chemin de fer entre les deux villes. 
Newnes fut membre du Parlement du Royaume-Uni, représentant le « Newmarket » (1885-1895), puis Swansea (1900-1910). Il financera personnellement l'expédition Southern Cross.
Atteint de diabète, Newnes s'éteignit dans sa maison de Lynton.